# New York State Route 343
A Rodovia 343 do Estado de Nova Iorque (NY 343) é uma rodovia estadual localizada inteiramente no condado central de Dutchess, na região do Vale do Hudson, no estado americano de Nova York. Corre de leste a oeste a partir da interseção de NY 82 na aldeia de Millbrook para a cidade de Amenia, onde cruza a fronteira do estado de Connecticut e continua para o leste como Rota 343, uma rodovia estadual de Connecticut localizada na cidade de Sharon. Ao longo do caminho, tem um percurso de 7,3 milhas (11,7 km) simultaneidade com NY 22 da vizinhança da aldeia de Dover Plains à aldeia de Amenia.
Toda a rota moderna 343 era originalmente a filial de Dover da Dutchess Turnpike. A rodovia, que estava em operação desde o início até meados do século XIX, era uma importante rota de transporte na época, conectando várias comunidades locais ao condado de Litchfield, Connecticut, e à cidade de Poughkeepsie. Nova Iorque 343 foi designado em 1930, conectando o vilarejo de Amenia à divisa do estado, mas foi realocado alguns anos depois para a parte da rota do estado de Nova York 200 de South Millbrook ao vilarejo de Dover Plains. A designação 200 foi redirecionada para leste de Millbrook em Alinhamento original da NY 343. A Nova Iorque 343 absorveu a NY 200 no início dos anos 1940, criando uma sobreposição com NY 22 entre Dover Plains e Amenia. A porção de Connecticut da rodovia foi originalmente designada como parte da US Route 4; foi renumerado para Route 343 em 1932.
Vários marcos ao longo do caminho incluem o Silo Ridge Country Club no vilarejo de Wassaic, o Beekman Park no vilarejo de Amenia e o Centro de Conferências Troutbeck no vilarejo de Leedsville. Quando NY 343 cruza a linha do estado, torna-se a rota de Connecticut 343 e passa por áreas mais rurais e residenciais. Rota 343 trechos por 1,50 mi (2,41 km) para a cidade de Sharon, Connecticut, onde termina em um cruzamento com a Rota 4 e rota 41.

## Descrição da rota

### NY 343
A Nova Iorque 343 começa em um cruzamento com NY 82 (co-assinado como US Route 44 ou EUA 44 até 2008) no vilarejo de South Millbrook, localizado dentro do vilarejo de Millbrook. A estrada segue para o leste na cidade de Washington, cruzando um antigo alinhamento de NY 82 e passando ao sul de Millbrook Golf and Tennis Club. Nova Iorque 343 continua campos, casas residenciais e fazendas. A rodovia passa ao sul do riacho, Mill Brook, entrando no vilarejo de Littlerest, onde vira para o sudeste em uma interseção com a County Route 99 (CR 99). No cruzamento com CR23, NY 343 novamente muda de direção, desta vez para o nordeste, e logo cruza o Stone Church Brook no vilarejo de Mutton Hollow. Aqui, NY 343 muda de direção uma terceira vez, viajando para o sudeste mais uma vez em direção ao povoado de Dover Plains.

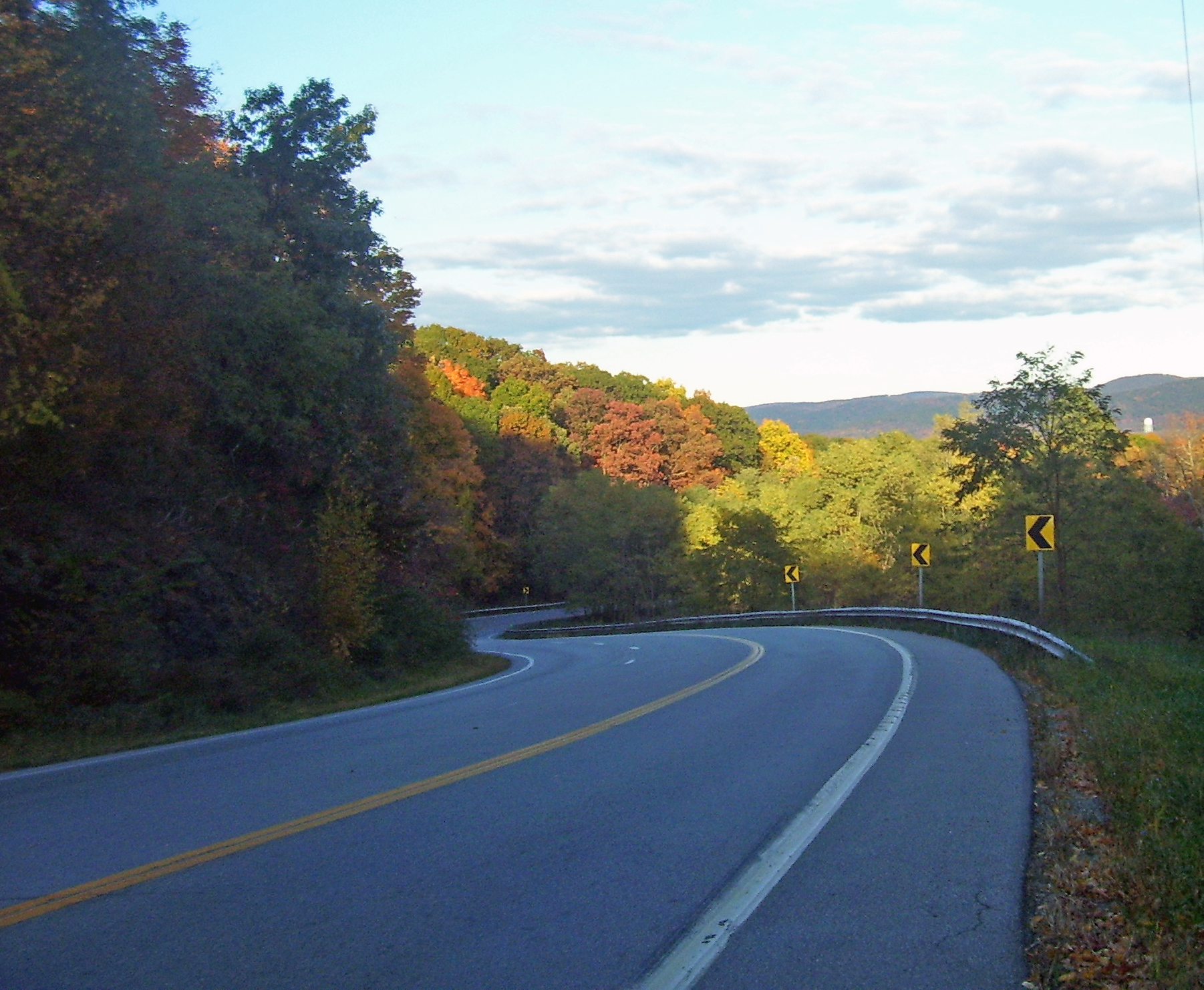
Uma vista para o leste do Vale do Harlem, entre Millbrook e Dover Plains

Noroeste de Dover Plains, NY 343 vira para o nordeste e passa para a cidade de Amenia. Ao fazer isso, ele cruza a rota de referência NY 980G, que está assinada para atender a NY 22 em direção ao sul. A leste da linha da cidade, NY 343 cruza NY 22, NY343 vira para o norte na NY 22, e as rotas conectadas passam a oeste de uma série de montanhas de tamanho moderado à medida que avançam por regiões de fazendas, campos e casas rurais. As estradas são paralelas ao rio Tenmile e logo se cruzam com CR 81 (uma rota anterior de NY 22) ao sul da aldeia de Wassaic. Depois de passar por Wassaic, as estradas cruzam Wassaic Creek e entram em um pequeno vale, logo passando pela Estação de Comboios de Wassaic e continuando para o norte em direção à aldeia de Amenia.
A CR 81 funde-se com NY 22 e NY 343 como as estradas principais passam por Beekman Park e Silo Ridge Country Club na aldeia de Amenia. As estradas passam por uma lagoa e se dividem na interseção com a US 44 nós 44 e NY 22 continuam para o norte e NY 343 continua para o leste em direção à fronteira do estado. A estrada passa ao sul do Cemitério Amenia, mudando de direção várias vezes. A Nova Iorque 343 logo cruza com CR 2 e vira para nordeste, passando sobre o riacho Webatuck. Cerca de 2 mi (3,2 km) depois, NY 343 cruza a fronteira estadual e entra em Connecticut.

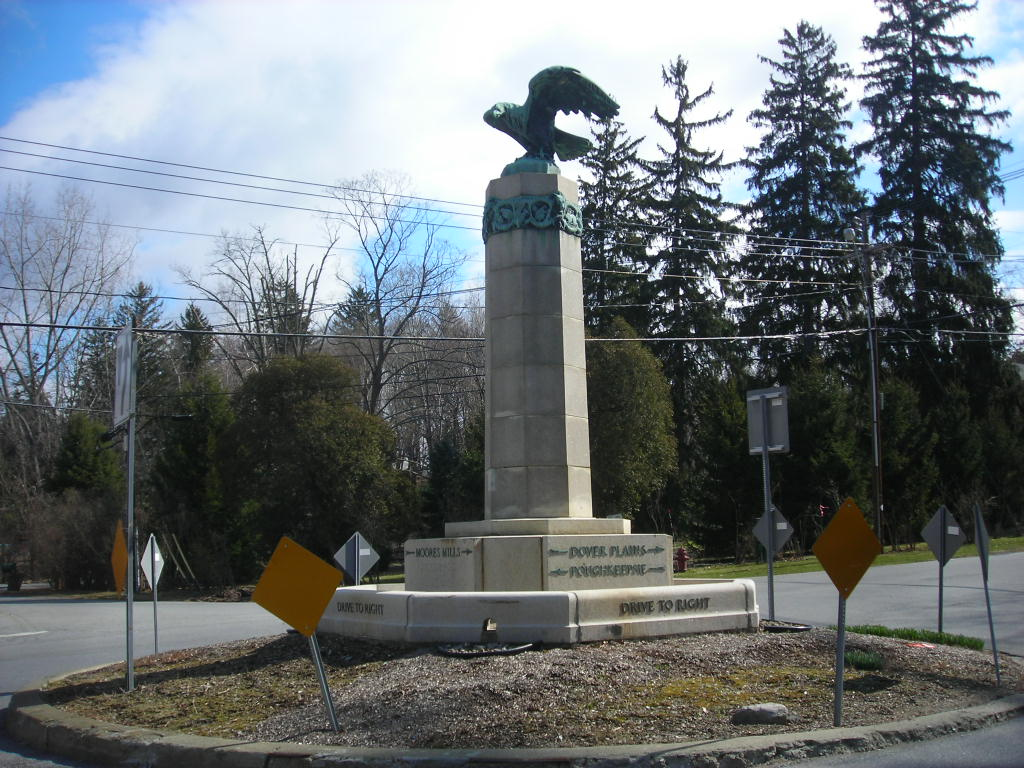
Monumento que denota lugares no condado de Dutchess ao longo de NY 343 em Dover Plains

A Nova Iorque 343 é classificada como uma grande estrada coletor rural entre Millbrook e Dover Plains e transporta uma média de cerca de 3.100 veículos por dia (em 2006), 5% dos quais são classificados como tráfego de caminhões. A porção concorrente com NY 22 é uma estrada arterial principal rural com tráfego médio de 5.600 por dia (com 7% classificado como tráfego de caminhões). Leste de NY 22, NY 343 é uma estrada arterial secundária rural que transporta cerca de 4.100 veículos por dia (com 6% classificado como tráfego de caminhões).

### Rota 343
Quando NY 343 cruza a divisa do estado para a cidade de Sharon, entra em uma área moderadamente rural onde uma grande fábrica está localizada. A Rota 343, conhecida como Amenia Road, segue para nordeste em direção ao centro da cidade, passando por trechos de florestas e cruzando com Sharon Valley Road, um conector para a rota 361. Depois de passar ao norte do Sharon Country Club, a rodovia vira para o leste ao entrar no centro da cidade, onde os arredores da rodovia começam a se tornar povoados. Rota 343 termina 1,5 mi (2,4 km) da divisa de estado em uma interseção com a Rota 4 (que também termina neste cruzamento) e Rota 41 ao sul da cidade verde.

## História

### Estradas velhas
O alinhamento usado pela moderna NY 343 era a principal rota de transporte que passava pelos assentamentos coloniais de Wassaic e Amenia. A rodovia ajudou as tropas do general George Washington durante a Guerra Revolucionária Americana e também foi a principal rota de abastecimento para as aldeias de Payne's Corners (agora Amenia), Washiac (agora Wassaic) e Dover Plains. Estátuas de pedra que marcavam o caminho para diferentes lugares, incluindo Nova Iorque, Fishkill e Boston, foram colocadas ao longo da estrada durante a Revolução, ajudando os fornecedores de sal de Boston. Esta rodovia cresceu significativamente ao longo dos anos, com assentamentos crescendo ao longo da rodovia durante o início do século XIX. Havia também algumas fábricas ao longo da rota, incluindo uma fábrica da Borden Food Corporation que produzia leite condensado na década de 1860.

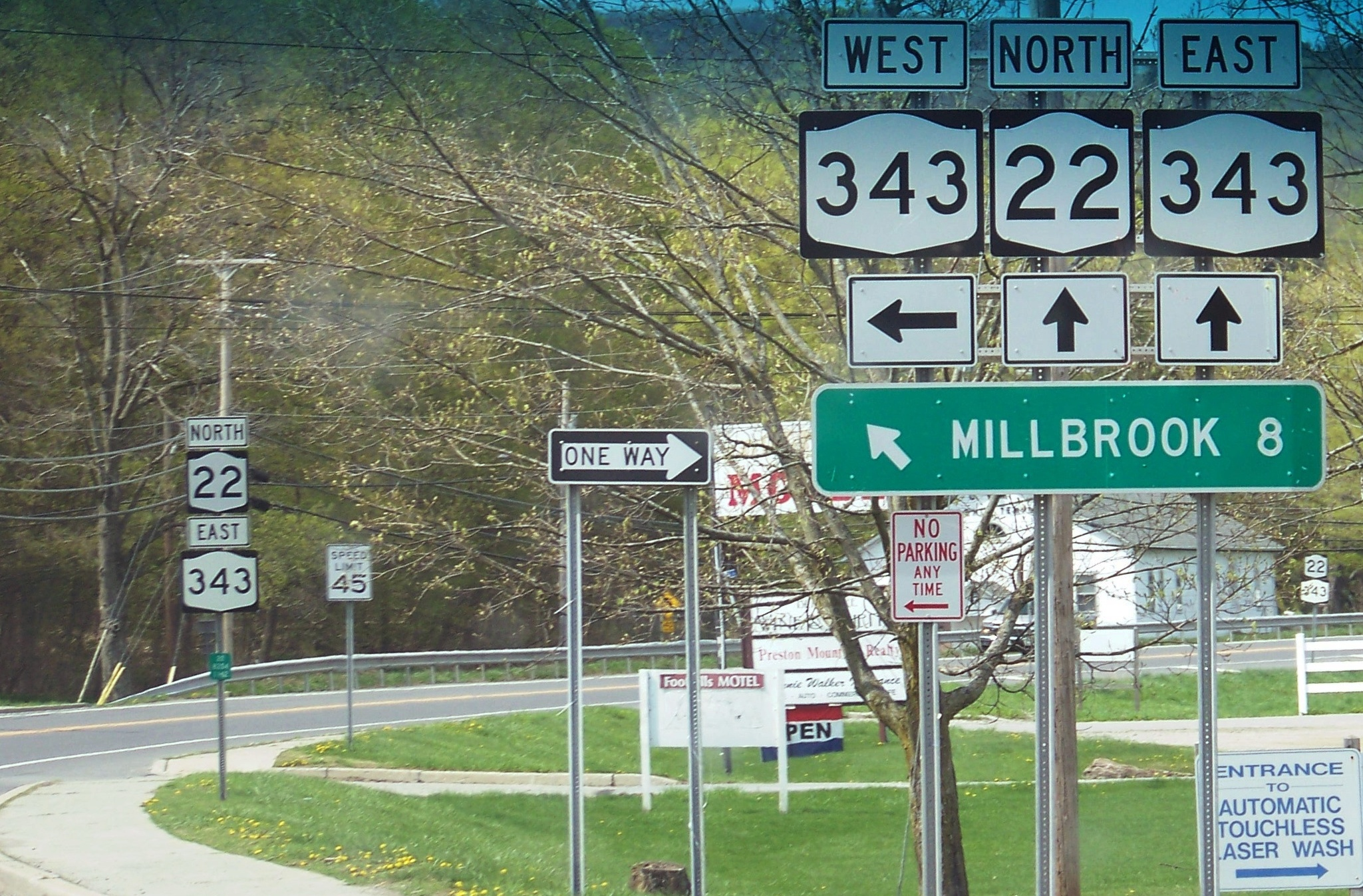
A Nova Iorque 343 e NY 22 simultaneidade perto de Dover, Nova York

A Nova Iorque 343 a interseção desde a NY 22 / US 44 em Amenia com a linha do estado de Connecticut fazia parte da linha principal da Dutchess Turnpike, que ia de Poughkeepsie à linha do estado em Amenia, principalmente ao longo dos Estados Unidos 44. Antes da construção do pedágio, a seção da moderna NY 343 a leste de Amenia até a divisa do estado era um pântano e não conectava Amenia à divisa do estado. A empresa de pedágio foi criada por lei em abril de 1802 e terminou de graduar a rodovia em 1805. Em maio de 1803, a continuação da Dutchess Turnpike em Connecticut, a Goshen and Sharon Turnpike, também foi fretada. Quando a estrada foi concluída alguns anos depois, ela estabeleceu uma estrada contínua e aprimorada entre Poughkeepsie e Hartford. Em 1806, uma rota secundária, separando-se da linha principal em South Millbrook, foi estabelecida para conectar o vilarejo de Dover Plains a Poughkeepsie. O ramo sul usou a moderna NY 343 de sua extremidade oeste nos EUA 44 em South Millbrook para NY 22 em Dover Plains.  O estado assumiu a manutenção das rodovias no início do século XX.

### Designação
Em 1924, a linha principal da Dutchess Turnpike foi designada como NY 21, conectando a cidade de Poughkeepsie à divisa do estado de Connecticut como fazia o pedágio original. A estrada continuou em Connecticut como Rota 4, uma rodovia que fazia parte do sistema de sinalização viária da Nova Inglaterra. Na renumeração da rodovia estadual de 1930, a antiga NY 21 foi dividido em várias rotas estaduais. A porção entre NY 82 A oeste do vilarejo de Amenia e a divisa do estado de Connecticut, na cidade de Sharon, foi renumerado como NY 343. Em 1932, a continuação de NY 343 em Connecticut foi renumerado da rota 4 para a rota 343 para coincidir com o número da rota de Nova York.
Como parte da renumeração de 1930, a filial de Dover da Dutchess Turnpike entre a moderna NY 82 na vila de Millbrook e NY 22 ao norte da aldeia de Dover Plains foi designada como parte de NY 200, que começou na cidade de Poughkeepsie e foi via Millbrook para as proximidades de Dover Plains. Em 1934, NY 200 foi redirecionado substituindo NY 343 de Milbrook através de Amenia para Connecticut, enquanto NY 343 foi reatribuído para a antiga rota de NY 200 entre a aldeia de Millbrook e a aldeia de Dover Plains. US 44 foi atribuído em abril 1935, resultando na reconfiguração de várias rotas estaduais no condado de Dutchess. Uma das rotas afetadas foi NY 200, que foi truncado. A seção de NY 200 a oeste de Amenia tornou-se parte dos novos Estados Unidos 44.
A designação NY 200 foi removida da estrada Amenia – Sharon no início dos anos 1940 e a NY 343 foi redesignada ao longo dessa seção. Os dois segmentos de NY 343 foram conectados por meio de uma sobreposição com a NY 22, que permanece até hoje.

## Cruzamentos principais
| NY 343                                 |                                      |                            |        |                                                                      |                                                              |
| Estado                                 | Condado                              | local                      | km     | destinos                                                             | notas                                                        |
| Nova Iorque                            | Dutchess                             | Millbrook                  | 0      | NY 82, US 44 Poughkeepsie / Avenida Franklin – Millbrook             | Terminal ocidental; terminal meridional da NY 984P sem sinal |
| Nova Iorque                            | Dutchess                             | Washington                 | 11,46  | NY 22 via NY 980G – Dover Plains                                     | Terminal norte da NY 980G sem sinal                          |
| Nova Iorque                            | Dutchess                             | Amenia                     | 12,2   | NY 22 Dover Plains                                                   | Terminal sul com NY 22                                       |
| Nova Iorque                            | Dutchess                             | Wassaic                    | 16,83  | CR 81 Estrada South Amenia                                           |                                                              |
| Nova Iorque                            | Dutchess                             | Amenia                     | 24,01  | US 44 NY 22 Millbrook, Millerton                                     | Terminal norte com NY 22                                     |
| Nova Iorque–Connecticut linha estadual | Dutchess–Litchfield linha de condado | Amenia–Sharon linha cidade | 26,9/0 | Transição rodovia                                                    | Transição rodovia                                            |
| Connecticut                            | Litchfield                           | Sharon                     | 2,41   | CT 4, CT41 Hitchcock Corners Amenia Union Cornwall (Route 6 Ontário) | Terminal oriental, terminal ocidental Route 4                |